# Diaperinae
Diaperinae — подсемейство жуков семейства чернотелок. Древнейшие находки подсемейства происходят из палеоцена Франции.

## Систематика
В составе подсемейства:
- Alphitophagus Stephens, 1832
- Corticeus Piller & Mitterpacher, 1783
- Crypticus Latreille, 1817
- Diaperis Fourcroy in Geoffroy, 1762
- Gnatocerus Thunberg, 1814
- Paranemia Heyden, 1892
- Phaleria Latreille, 1802
- Trachyscelis Latreille, 1809